# 卒業、そして未来へ。
「卒業、そして未来へ。」（そつぎょう、そしてみらいへ）は、日本のポップ・ロックバンド、MONKEY MAJIKが「Monkey Majik+SEAMO」名義でリリースした5枚目のシングル。

## 概要
- 3か月連続でコラボレーションシングルリリースの第2弾。第2弾のコラボレーション・アーティストはSEAMO。
- テーマは「未来に向かってがんばっていこう」[1]。
- 楽曲作業はお互いに『それぞれの住んでいる場所、いちばん落ち着けるところ』で、電話・メールなどでデータをやりとりしながら作成されていった[1]。

## 収録曲
（全作詞・作曲：Maynard、Blaise）
1. 卒業、そして未来へ。／Monkey Majik+SEAMO
  - 作詞：tax、SEAMO／作曲：SEAMO
  - 安比高原2007年夏CMソング
2. Let's get along
3. WANDERER